# コローニ・FC187
コローニ・FC187 (Coloni FC187) は、コローニ・モータースポーツが1987年のF1世界選手権に投入したフォーミュラ1カー。コローニのデビュー作となった車両で、2レースに参加した。それまでコローニは、外部に開発を委託した車両でF3やF3000に参戦していた。FC187は次作のFC188、FC188Bの基礎となった。

## 開発
FC187は以前ダラーラで働いていた25歳のエンジニア、ロベルト・オーリによって設計された。その設計はコンベンショナルな物であったと記述される。モノコックはカーボン樹脂やケブラー、耐火素材のノーメックスを用いて製作され、シャシーの寸法およびレイアウトはドライバーの安全性向上のために規定された1988年のレギュレーションに対応するよう設計された。ホイールベースは2800mmと比較的長く取られた。サスペンションは前後ともダブルウィッシュボーンとタイロッドから成る。ボディはコンベンショナルなデザインで、エアボックスを持たずフラットなエンジンカバーを装着した。
エンジンはノヴァモーターがチューニングしたコスワースDFZを搭載した。トランスミッションは他の小チーム同様、ヒューランド製の6速ギアボックスを搭載した。FC187の重量は510kgで、これは1987年のF1マシンの中で最も重かった。

## テストラン
FC187は1987年7月に完成した。シャシーは1台のみが製作された。車体は明るい黄色に塗装され、この黄色は2年間にわたってコローニのトレードマークとなった。
初のテストランはエンツォ・コローニ自身の手によってイモラ・サーキットで行われた。その後は1986年にコローニチームでF3のタイトルを獲得したニコラ・ラリーニがテスト走行を行った。

## レース戦績
エンツォ・コローニ・レーシングカーシステムは1987年イタリアグランプリでF1デビューした。ドライバーはフランコ・スカピーニを起用する予定であったが、彼にはスーパーライセンスが発給されなかったためテストドライバーを務めたラリーニが起用された。FC187の完成度は完全では無かったが、コローニは母国のイタリアグランプリでのデビューを望んでいた。グランプリではラリーニは予選落ちした。予選通過タイムからは2秒、ポールポジションのネルソン・ピケからは12秒遅れのタイムであった。次戦のポルトガルグランプリには車の準備が間に合わなかったが、空力デザインやラジエーターの位置が変更された。
第13戦スペイングランプリでは、ラリーニはターボエンジンを搭載するオゼッラのアレックス・カフィ、フランコ・フォリーニを抑えてグリッド最下位ながら予選通過に成功した。決勝では8周目にサスペンショントラブルでリタイアした。このレースで最初にリタイアしたドライバーであった。残る3戦はヨーロッパ外で開催されるため、コローニは移動経費がかかると言うことで参加を取りやめた。FC187は1987年シーズン終了から1988年開幕にかけて改良が行われ、翌1988年にはコローニ・FC188としてレースに投入された。

## F1における全成績
(key) （太字はポールポジション）
| 年     | シャシー | エンジン                       | タイヤ | 車番 | ドライバー       | 1   | 2   | 3   | 4   | 5   | 6   | 7   | 8   | 9   | 10  | 11  | 12  | 13  | 14  | 15  | 16  | ポイント | 順位 |
| ------ | -------- | ------------------------------ | ------ | ---- | ---------------- | --- | --- | --- | --- | --- | --- | --- | --- | --- | --- | --- | --- | --- | --- | --- | --- | -------- | ---- |
| 1987年 | FC187    | フォード コスワース DFZ V8 3.5 | G      |      |                  | BRA | SMR | BEL | MON | DET | FRA | GBR | GER | HUN | AUT | ITA | POR | ESP | MEX | JPN | AUS | 0        | -    |
| 1987年 | FC187    | フォード コスワース DFZ V8 3.5 | G      | 32   | ニコラ・ラリーニ |     |     |     |     |     |     |     |     |     |     | DNQ |     | Ret |     |     |     | 0        | -    |

## 注
1. ↑  Hodges: Rennwagen von A–Z nach 1945. 1994, S. 57, bei Ménard: La Grand Encyclopédie de la Formule 1. 2000, S. 604, オーリはしばしばマウリシオ・オーリと誤って呼ばれる。
2. ↑  Hodges: A–Z of Grand Prix Cars. 2001, S. 60: „a wholly conventional car.“
3. ↑  Cimarosti: Das Jahrhundert des Rennsports. 1997, S. 378.
4. ↑  TECHNICAL FILE コローニ　グランプリ・エクスプレス '87イタリアGP号 5頁 1987年9月25日発行
5. ↑  Motorsport aktuell. Heft 27, 1987, S. 9. これにはペダル類の位置は前車軸より後に位置するといういわゆるフットボックス・レギュレーションも含まれる。
6. ↑  Cimarosti: Das Jahrhundert des Rennsports. 1997, S. 382. 1987年シーズン、競争力のある車両のホイールベースは比較的短かった。AGS、リジェ、オゼッラ、ザクスピードといった車両はホイールベースが長かった。
7. 1 2  Hodges: Rennwagen von A–Z nach 1945. 1994, S. 57.
8. ↑  http://www.inside-racing.de/ Modellgeschichte des Coloni FC187 auf der Internetseite www.inside-racing.de (abgerufen am 16. Februar 2011).
9. ↑  Übersicht über die in der Formel 1 verwendeten Triebwerke und die Tuningbetriebe auf der Internetseite forix.autosport.com (abgerufen am 16. Februar 2011).
10. ↑  Cimarosti: Das Jahrhundert des Rennsports. 1997, S. 382.
11. 1 2  コローニのF1マシン あとはドライバー決定を残すのみ グランプリ・エクスプレス '87西ドイツGP号 29頁 1987年8月15日発行
12. ↑  ラリーニは前年のイタリアF3チャンピオン獲得により当時のスーパーライセンス発給基準を満たしていた。
13. ↑  Vgl. Hodges: Rennwagen von A–Z nach 1945. 1994, S. 57.